# Karl Zimmer
Karl Günter Zimmer (12 luglio 1911 – 29 febbraio 1988) è stato un fisico e genetista tedesco.
Conosciuto per i suoi lavori sugli effetti delle radiazioni ionizzanti sul DNA. Nel 1935, pubblica il suo lavoro più importante, Über die Natur der Genmutation und der Genstruktur, con Nikolaj V. Timofeev-Resovskij, e Max Delbrück, considerato un importante passo avanti nella comprensione della natura delle mutazioni genetiche e della struttura del gene. Nel 1945, viene inviato in Unione Sovietica a lavorare al progetto per la costruzione della bomba atomica russa. Nel 1955, lascia la Russia per la Germania Ovest.